# Mercedes-Benz CLK GTR
Mercedes-Benz CLK GTR är en sportvagn, tillverkad av den tyska biltillverkaren Mercedes-Benz dotterbolag Mercedes-AMG mellan 1997 och 1998.

## Mercedes-Benz CLK GTR
Mercedes-Benz hade lämnat sportvagns-VM redan före kollapsen 1992. Företaget hade sedan ägnat sig åt bilsport med heltäckande karosser i DTM, men när övriga märken övergav även den serien på grund av skenande kostnader efter 1996 gick Mercedes-Benz över till FIA GT Championship som startade 1997. FIA:s reglemente för GT1-klassen tillät rätt omfattande modifieringar och tyskarna byggde en vinnarbil baserad på CLK-klassen.

### CLK GTR
Mercedes-Benz gav dotterbolaget AMG i uppgift att ta bygga Mercedes-Benz CLK GTR för GT1-klassen. Att FIA:s regler var töjbara visas av att AMG förvandlade den sedesamma CLK:n till en sportvagnsprototyp med kolfiberchassi, racerfjädring, keramiska bromsar och V12-motorn från S-klassen monterad i mitten av bilen. De enda delar som är utbytbara mellan landsvägsbilen och tävlingsbilen är fram- respektive bakljusen.

### CLK LM
Till 1998 planerade Mercedes-Benz att ställa upp i Le Mans 24-timmars. Trots att bilen varit mycket framgångsrik säsongen innan, beslutade man att den måste modifieras inför den nya uppgiften. Mercedes-Benz CLK LM fick en mer aerodynamiskt utformad kaross, men AMG misstänkte att V12:an inte skulle hålla för ett dygns tävlande i sträck. Därför fick bilen den beprövade V8-motorn från åttiotalets Grupp C-bil C11. Ironiskt nog visade det sig att inte heller den gamla motorn höll på Le Mans, men i övriga tävlingar var bilen fortsatt framgångsrik. Faktiskt så framgångsrik att inför säsongen 1999 ville inga andra tillverkare vara med och tävla i GT1-klassen, så FIA ställde helt enkelt in den största klassen i mästerskapet och Mercedes-Benz kunde dra sig tillbaka obesegrade.

### Landsvägsbilen

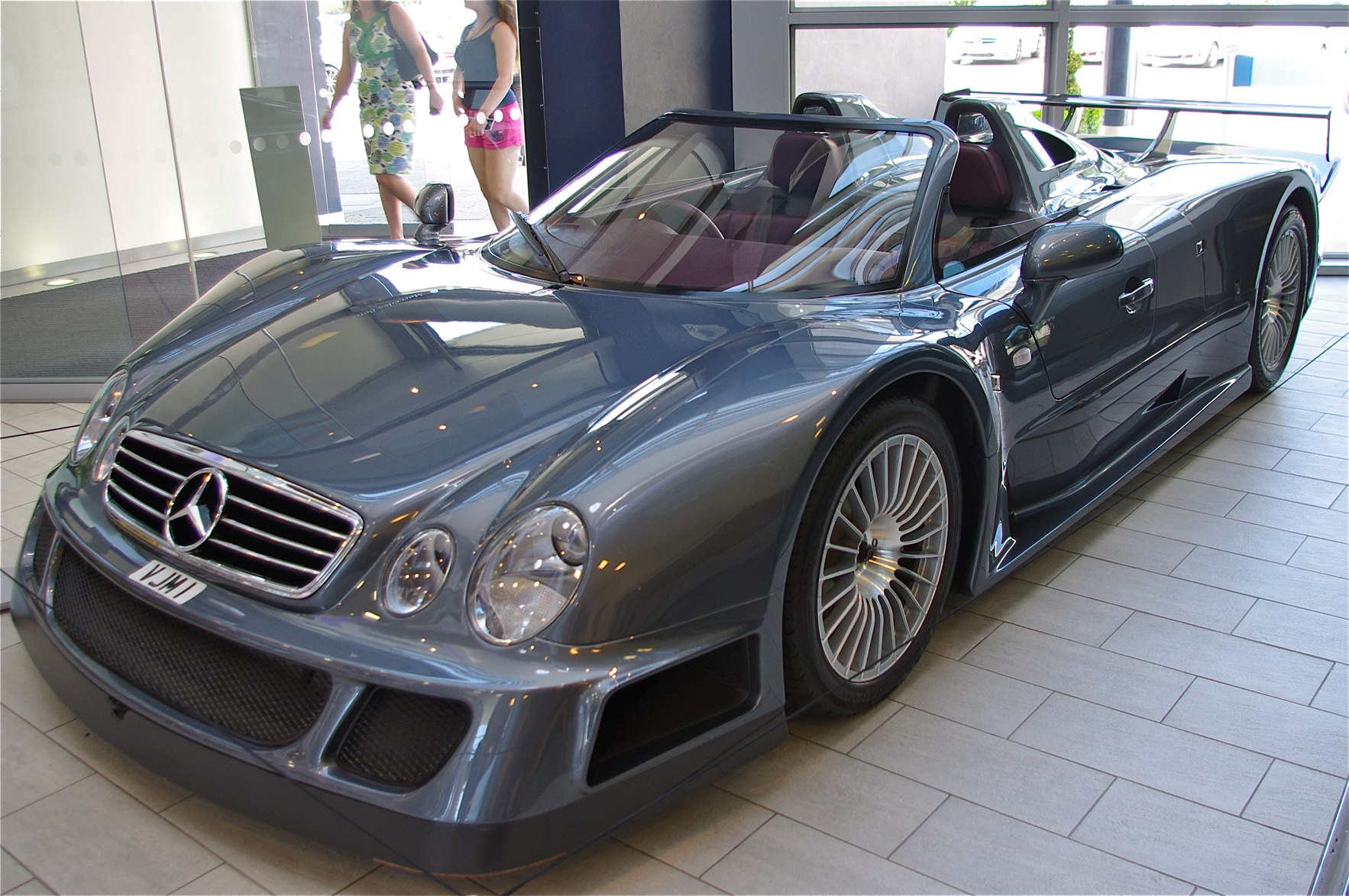
CLK GTR Roadster

För att visa att GT1-bilarna trots allt var gran turismo-bilar krävde FIA:s reglemente (fram till 1997) att AMG byggde 25 bilar för landsvägsbruk. Dessa bilar byggdes vintern 1998-1999 och civiliserades hjälpligt med ett minimum av ljudisolering och ett antispinnsystem.

## Tekniska data
| Mercedes-Benz CLK GTR       | GTR                                                                   | Landsvägsbil                                                          | LM                                                                    |
| --------------------------- | --------------------------------------------------------------------- | --------------------------------------------------------------------- | --------------------------------------------------------------------- |
| Motor:                      | 12-cylindrig 60° V-motor                                              | 12-cylindrig 60° V-motor                                              | 8-cylindrig 90° V-motor                                               |
| Cylindervolym:              | 5987 cm³                                                              | 6898 cm³                                                              | 4986 cm³                                                              |
| Max effekt vid varvtal:     | 600 hk vid 7 000 v/min                                                | 612 hk vid 6 500 v/min                                                | 600 hk                                                                |
| Max vridmoment vid varvtal: | 700 Nm vid 3 900 v/min                                                | 731 Nm vid 5 250 v/min                                                |                                                                       |
| Ventilstyrning:             | Dubbla överliggande kamaxlar per cylinderrad, 4 ventiler per cylinder | Dubbla överliggande kamaxlar per cylinderrad, 4 ventiler per cylinder | Dubbla överliggande kamaxlar per cylinderrad, 4 ventiler per cylinder |
| Bränslesystem:              | Bränsleinsprutning                                                    | Bränsleinsprutning                                                    | Bränsleinsprutning                                                    |
| Växellåda:                  | 6-växlad manuell                                                      | 6-växlad manuell                                                      | 6-växlad manuell                                                      |
| Hjulupphängning fram & bak: | Dubbla tvärlänkar, skruvfjädrar, krängningshämmare                    | Dubbla tvärlänkar, skruvfjädrar, krängningshämmare                    | Dubbla tvärlänkar, skruvfjädrar, krängningshämmare                    |
| Chassi & kaross:            | Monocoque av kolfiber                                                 | Monocoque av kolfiber                                                 | Monocoque av kolfiber                                                 |
| Hjulbas:                    | 267 cm                                                                | 267 cm                                                                | 267 cm                                                                |
| Torrvikt:                   | 1000 kg                                                               | 1440 kg                                                               | 940 kg                                                                |
| Toppfart:                   | 330 km/h                                                              | 320 km/h                                                              | 325 km/h                                                              |

## Tävlingsresultat

### FIA GT Championship
CLK:n hade lite inkörningsproblem i början av säsongen 1997, men därefter vann den 6 av säsongens 11 tävlingar. AMG-Mercedes tog hem märkesmästerskapet och Bernd Schneider tog den individuella förartiteln.
Följande säsong blev rena utklassningen. AMG-Mercedes vann alla säsongens tio lopp och Schneider och Ricardo Zonta delade på förartiteln.
Den enda missräkningen blev tävlingen på Le Mans. Trots att man satsat på en beprövad motor tog sig ingen av bilarna i mål.